# Station Rossio

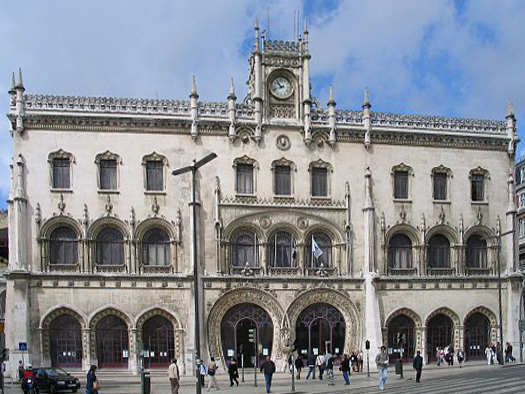
Station Rossio

Station Rossio (Portugees: Estação de Caminos de Ferro do Rossio) is een station in het centrum van Lissabon, gelegen tussen het gelijknamige plein en Praça dos Restauradores. Het is gebouwd in 1886 en 1887 naar een ontwerp van José Luís Monteiro in wat bekendstaat als "Neo-manuelstijl": een teruggrijpen op de Manuelstijl uit de late gotiek. Het station wordt uitsluitend gebruikt door treinen van en naar Sintra. Direct na het verlaten van het station gaan treinen door een tunnel door de heuvels die het centrum van Lissabon omringen. 
Tussen 2002 en 2005 waren het station en de tunnel gesloten in verband met een uitgebreide renovatie. De treinen uit Sintra eindigden gedurende deze tijd op het voorlaatste station. De groene lijn van de metro van Lissabon heeft er een ondergronds metrostation en verbindt het station met het Cais do Sodré, een ander station in Lissabon waar de trein naar Cascais vertrekt.

## Afbeeldingen

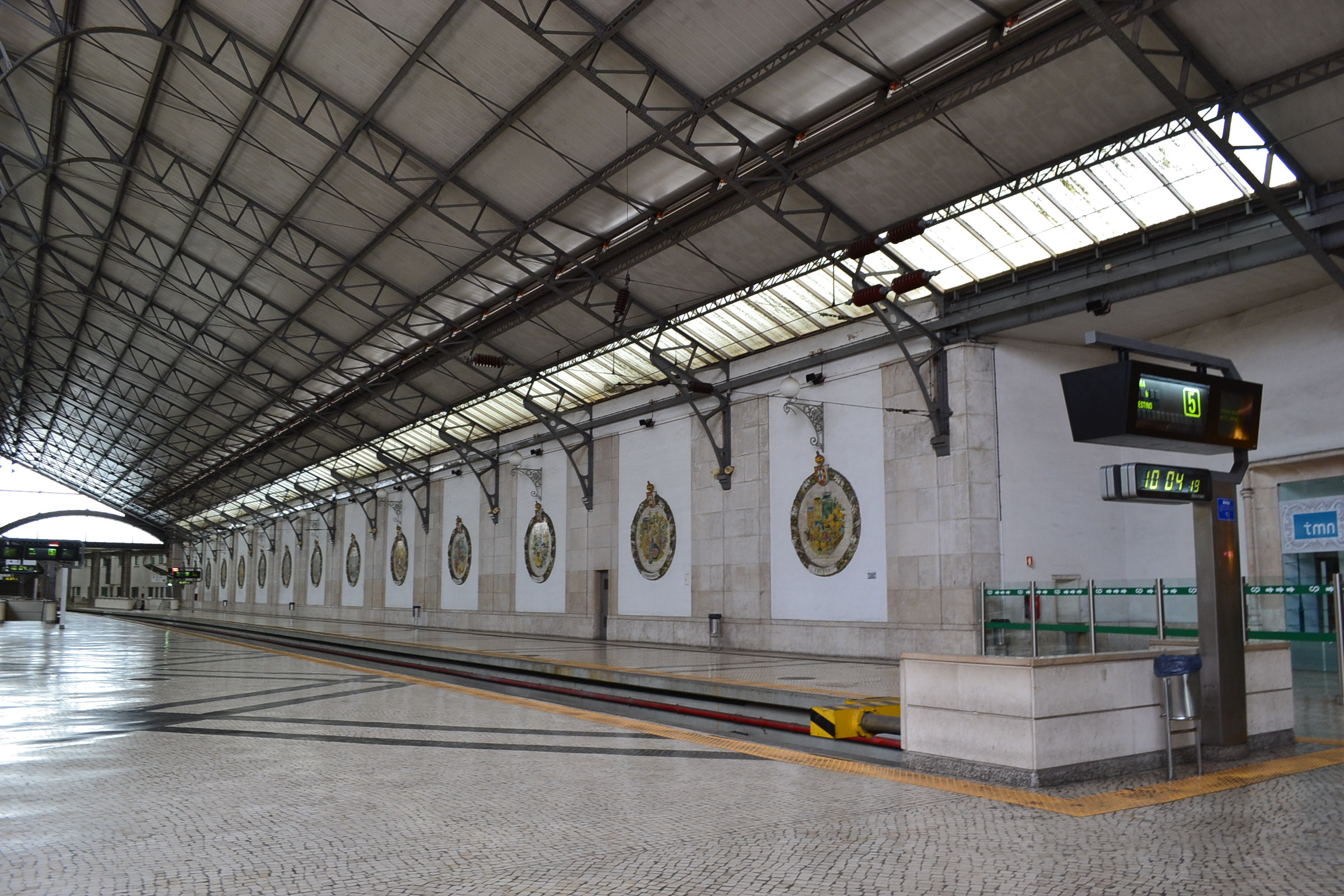
Stationskap met tegeltableaus